# GameSpot
GameSpot este un site de jocuri video care publică știri, recenzii, emisiuni, patchuri, demouri. Site-ul a fost lansat pe 1 mai 1996 și creat de Pete Deemer, Vince Broady și Jon Epstein. A fost cumpărat de ZDNet, o firmă achiziționată mai târziu de CNET Networks. CBS Interactive deține site-ul GameSpot din 2008.
În afara știrilor și recenzilor publciate de angajații site-ului, utilizatorii pot publica propriile recenzii, bloguri și postări, la fel ca pe GameFAQs, alt site deținut de CNET.
În 2004, GameSpot a câștigat premiul de „Cel mai bun site de gaming”, fiind ales de către publicul Spike TV la a doua Gală a premiilor pentru jocuri video, precum și mai multe Webby Awards. Alte site-uri despre jocuri (precum IGN, 1UP.com și GamesRadar) sunt competitori ai GameSpotului. Domeniul gamespot.com a atras cel puțin 60 de milioane de vizitatori anual până în conform unui studiu publicat de Compete.com.
Prima pagină a site-ului are legături care trimit spre știri, recenzii, preview-uri și portaluri pentru Nintendo (Wii U și Nintendo 3DS), Xbox (Xbox 360 și Xbox One), PlayStation (PlayStation 3 și PlayStation 4), și jocuri de PC. În septembrie 2009, GameSpot a început să adauge și jocuri de iPhone și Android. În trecut a mai acoperit și jocuri de pe următoarele platforme: Nintendo 64, Nintendo GameCube, Game Boy Color, Game Boy Advance, Xbox, PlayStation, PlayStation 2, Sega Saturn, Dreamcast, Neo Geo Pocket Color, și N-Gage. Printre cei mai importanți critici s-au numărat redactorul șef Kevin VanOrd, Carolyn Petit, iar dintre prezentatori se evidențiază Danny O'Dwyer (The Point), Cam Robinson (Reality Check) și Jess McDonel (știri și The Gist).

## Jocul anului
- 1996: Diablo (PC)[4]
- 1997: Total Annihilation (PC)[5]
- 1998: The Legend of Zelda: Ocarina of Time (Nintendo 64)[6] and Grim Fandango (PC)[7]
- 1999: Soulcalibur (Dreamcast)[8] and EverQuest (PC)[9]
- 2000: Chrono Cross (PlayStation)[10] and The Sims (PC)[11]
- 2001: Grand Theft Auto III (PlayStation 2)[12] and Serious Sam: The First Encounter (PC)[13]
- 2002: Metroid Prime (GameCube)[14]
- 2003: The Legend of Zelda: The Wind Waker (GameCube)[15]
- 2004: World of Warcraft (PC)[16]
- 2005: Resident Evil 4 (GameCube)[17]
- 2006: Gears of War (Xbox 360)[18]
- 2007: Super Mario Galaxy (Wii)[19]
- 2008: Metal Gear Solid 4: Guns of the Patriots (PlayStation 3)[20]
- 2009: Demon's Souls (PlayStation 3)[21]
- 2010: Red Dead Redemption (Xbox 360, PlayStation 3) [22]
- 2011: The Elder Scrolls V: Skyrim (PC, Xbox 360, PlayStation 3) [23]
- 2012: Journey (PlayStation 3)[24]
- 2013: The Legend of Zelda: A Link Between Worlds (Nintendo 3DS)[25]
- 2014: Middle-Earth: Shadow of Mordor (PC, Xbox One, Playstation 4)[26]

## Cel mai slab joc al anului
- 1996: Catfight (PC)
- 1997: Conquest Earth (PC)
- 1998: Spawn: The Eternal (PlayStation) și Trespasser (PC)
- 1999: Superman (N64) și SkyDive! (PC)
- 2000: Spirit of Speed 1937 (Dreamcast) și Blaze & Blade (PC)
- 2001: Kabuki Warriors (Xbox) and Survivor (joc video din 2001) (PC)
- 2002: Jeremy McGrath Supercross World (GameCube), Gravity Games Bike: Street Vert Dirt (PS2, Xbox), Mortal Kombat Advance (Game Boy Advance) și Demonworld: Dark Armies (PC)
- 2003: Gods and Generals (PC)
- 2004: Big Rigs: Over the Road Racing (PC) (lansat în 2003)
- 2005: Land of the Dead: Road to Fiddler's Green (Xbox, PC)
- 2006: Bomberman: Act Zero (Xbox 360)
- 2007: Hour of Victory (Xbox 360)
- 2008: M&M's Kart Racing (Wii, DS)
- 2009: Stalin vs. Martians (PC)
- 2010:  Fighters Uncaged (Xbox 360)

## Nota 10
GameSpot acordă foarte rar nota 10:
1. The Legend of Zelda: Ocarina of Time (Nintendo 64, 21 noiembrie 1998)[28]
2. SoulCalibur (DreamCast, 5 august 1999)[29]
3. Chrono Cross (PlayStation, 18 noiembrie 1999)[30]
4. Tony Hawk's Pro Skater 3 (PlayStation 2, 28 octombrie 2001)[31]
5. Metal Gear Solid 4: Guns of the Patriots (PlayStation 3, 12 iunie 2008)[32]
6. Grand Theft Auto IV (PlayStation 3 and Xbox 360, 29 aprilie 2008)[33][34]
7. Super Mario Galaxy 2 (Wii, 23 mai 2010)[35]
8. Bayonetta 2 (WiiU, 13 octombrie 2014)[36]
9. The Witcher 3: Wild Hunt (PC, Xbox One, PlayStation 4, 12 mai 2015)[37]
10. Journey (PS4, 23 iulie 2015)[38]

## Legături externe
- Site web oficial
- GameSpot la Wayback Machine  (arhivat la 5 noiembrie 1996).
- GameSpot UK (arhivat)
- GameSpot Belgia (arhivat)
- GameSpot Franța (arhivat)
- GameSpot Germania (arhivat)

Format:Fandom, Inc.
Format:Red Ventures
Format:Video Game Critics